# Det bästa från Idol 2004
Det bästa från Idol 2004 är ett musikalbum från 2004 med coverlåtar framförda av deltagare i det svenska TV-programmet Idol 2004.
I mitten av säsongen släpptes albumet där alla årets elva finalistdeltagare sjöng varsin cover på en låt som de under någon veckofinal tidigare hade framfört. Dessutom innehöll det även två låtar där alla elva sjöng tillsammans.
Skivan sålde guld. Två av låtarna hamnade med på nästa Absolute Music-skiva, och det var årets två finalister: Daniel Lindström och Darin Zanyar.

## Låtlista
1. Samtliga finalister - Ain't No Mountain High Enough
2. Lorén Talhaoui - Vill ha dig
3. Daniel Lindström - If You Don't Know Me By Now
4. Geraldo Sandell - I Want You Back
5. Nathalie Schmeikal - Total Eclipse of the Heart
6. Paul Lötberg - Hos dig är jag underbar
7. Cornelia Dahlgren - What It Feels Like For a Girl
8. Alex Falk - Celebration
9. Darin Zanyar - Un-Break My Heart
10. Stina Joelsson - Torn
11. Fillip Williams - Under ytan
12. Angel J. Hansson - Hello
13. Samtliga finalister - Larger Than Life

### Fotnoter
1. ↑  ”Svensk mediedatabas”. http://smdb.kb.se/catalog/id/001433912. Läst 14 mars 2012.